# Alice Bolingbroke Woodward
Alice Bolingbroke Woodward (Chelsea, 3 ottobre 1862 – 1951) è stata un'artista inglese, tra le illustratrici più prolifiche all'inizio del XX secolo, ed è conosciuta principalmente per il suo lavoro nel campo della letteratura per l'infanzia, e, secondariamente per le sue illustrazioni scientifiche.

## Biografia
Nacque il 3 ottobre 1862 a Chelsea, quartiere di Londra. Suo padre Henry Woodward, fu un noto scienziato e custode museale della sezione geologica del Museo di storia naturale. Da bambina, la Woodward fu educata a casa dalle governanti, assieme alle sue quattro sorelle e due fratelli (era la quarta di sette). Fin dalla tenera età i bambini furono incoraggiati a disegnare, tutte le sorelle alla fine diventarono artiste e i fratelli scienziati. Nella tarda adolescenza, Alice era abbastanza abile da illustrare le lezioni di suo padre ed la documentazione per i colleghi.
Ciò le permise di guadagnare abbastanza soldi per iniziare i suoi studi alla South Kensington School of Art, e successivamente alla Westminster School of Art, per poi proseguire a Parigi, presso l'Académie Julian. Prese lezioni di illustrazione da Maurice Greiffenhagen e Joseph Pennell, e la conoscenza con quest'ultimo le portò commissioni da parte di Joseph Malaby Dent e la Macmillan & Company, per illustrare libri per bambini. Continuò anche ad illustrare lavori scientifici per tutta la sua carriera. Alice Woodward morì nel 1951.
Anche sua sorella, Gertrude Mary Woodward, lavorò con la rappresentazione scientifica (precisamente la litografia anatomica), e strinse anche un'amicizia intima con la loro celebre collega Beatrix Potter.

## Opera

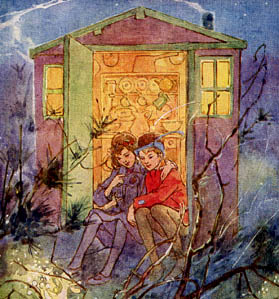
Una delle illustrazioni di Woodward per The Peter Pan Picture Book ("Il libro illustrato di Peter Pan"; 1907).

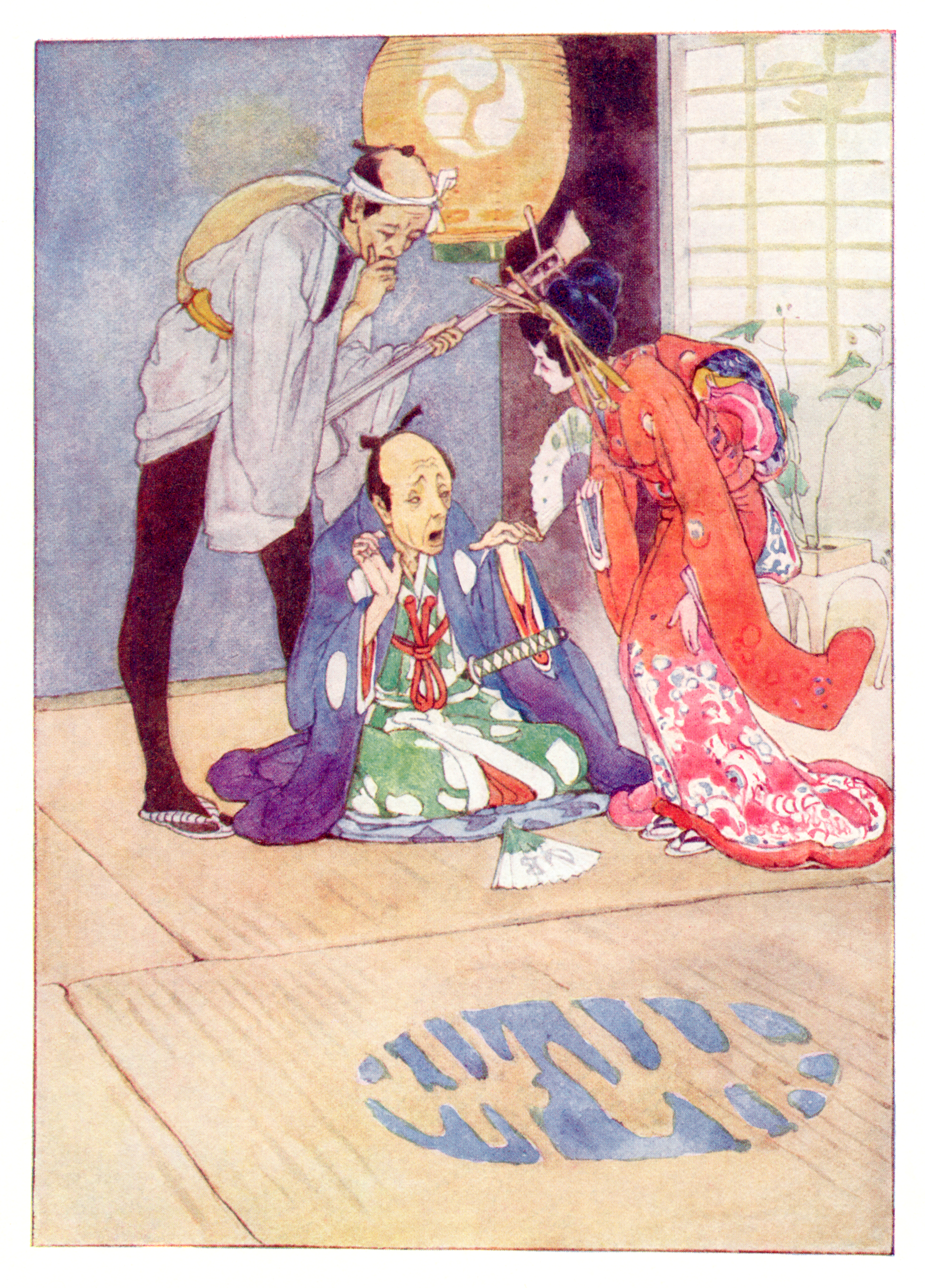
«Ahimè, la mia povera piccola sposa doveva essere!» da: The Story of the Mikado ("La storia del Mikado"; 1921) di W. S. Gilbert.

Tra il 1896 e il 1900 lavorò per la casa editrice di Glasgow: Blackie & Son (Limited), illustrando una serie di libri per bambini tra cui Dire al re che il cielo sta cadendo, Avventure nel paese dei balocchi e Mela Rossa e Campane d'Argento, oltre a contribuire agli annuali e ai manuali scolastici negli anni '20. Succedette ad Aubrey Beardsley come illustratrice di Bon-Mots of the Eighteenth Century ("Bon-Mot del diciottesimo secolo") di Walter C. Jerrold, e per il seguito Bon-Mots of the Nineteenth Century ("Bon-Mots del diciannovesimo secolo"). Dal 1907 il suo editore principale fu George Bell & Sons per il quale illustrò, elaborando 28 tavole colorate, The Peter Pan Picture Book, scritto da Daniel O'Connor. Questa è stata la prima versione illustrata della storia prima della pubblicazione del romanzo di J.M. Barrie Peter e Wendy.
Lavorò oltre alle due opere curatore dal duo Gilbert e Sullivan: Alice nel Paese delle Meraviglie di Lewis Carroll, e il classico Black Beauty, di Anna Sewell. Tra gli ultimi dei suoi libri c'era un volume di Myths and Legends of the Australian Aboriginals ("Miti e leggende degli aborigeni australiani") che illustrò nel 1930 all'età di 68 anni. La Woodward espose anche dipinti (con scene ambientate nella Normandia e nel Norfolk), e progetti  presso il 91 Art Club, un club per artiste di Chelsea.
Tutta la sua opera apparì in oltre 80 pubblicazioni, tra le quali, ad esempio, ricostruzioni di dinosauri per l'Illustrated London News, e le monografie From Nebula to Man (1905 circa) e l'Evolution in the Past ("L'evoluzione nel passato"; 1912), entrambe di Henry Robert Knipe.
Per distinguere i suoi due diversi tipi di lavoro, firmava tutte le sue illustrazioni con una farfalla monogramma, mentre nei suoi lavori scientifici scriveva semplicemente il suo nome. Il suo lavoro scientifico era noto per la sua accuratezza e precisione, qualità necessarie per l'illustrazione tecnica. Anche i suoi disegni erano sempre realistici, sia che si trattasse del rappresentazione di un esemplare o della ricostruzione di un animale preistorico.